# South Roxana (Illinois)
South Roxana est un village du comté de Madison dans l'Illinois, aux États-Unis,. Il est situé à l'ouest du comté et dans le Grand Saint-Louis. Le village est incorporé le 7 novembre 1967

## Démographie
Lors du recensement de 2010, le village comptait une population de 2 053 habitants. Elle est estimée, en 2016, à 1 986 habitants.

### Source de la traduction
- (en) Cet article est partiellement ou en totalité issu de l’article de Wikipédia en anglais intitulé « South Roxana, Illinois » (voir la liste des auteurs).